# Phlegethontia
Phlegethontia (slangkruiper) is een geslacht van uitgestorven pootloze amfibieën uit de groep Lepospondyli, die leefden in het Carboon en Perm.

## Kenmerken
Het lichaam van soorten uit dit geslacht was slangvormig, net als dat van hun verwant Ophiderpeton. Ze leefden waarschijnlijk ook in holen onder de grond. Het verschil tussen beide lag in de bouw van de schedel. Die van Phlegethontia bevatte talrijke vensters, die gescheiden waren door smalle beenplaten. Dit kenmerk vindt men ook bij de huidige slangen.

## Leefwijze
Deze amfibieën leefden in moerassen, en waarschijnlijk, in tegenstelling tot de meeste slangen vandaag, brachten de dieren het grootste deel van hun tijd door met zwemmen, als een kikker of een salamander. Het voedsel bestond uit kleine dieren en insecten. Amfibieën zoals Phlegethontia konden niet permanent op het land leven, omdat ze anders zouden uitdrogen.

## Vondsten
Vondsten werden gedaan in Europa (Tsjechië/Slowakije) en Noord-Amerika (Ohio).